# Tonnetz

現代的なTonnetzの表現。A minorは濃い青、C majorは濃い赤である。Tonnetzは輪環面として解釈され、12個のノード（ピッチ）と24個の三角形（三和音）がある。

音楽の調律と和声において、Tonnetz (ドイツ語: tone-network）は概念的な格子図であり、最初にレオンハルト・オイラーによって1739年に音空間を示すのに使われた。Tonnetzの様々な視覚的表現は、ヨーロッパの西洋音楽における伝統的な調性の関係を表示するために使用することができる。近親関係表とも呼ばれる。

## 1900年までの歴史

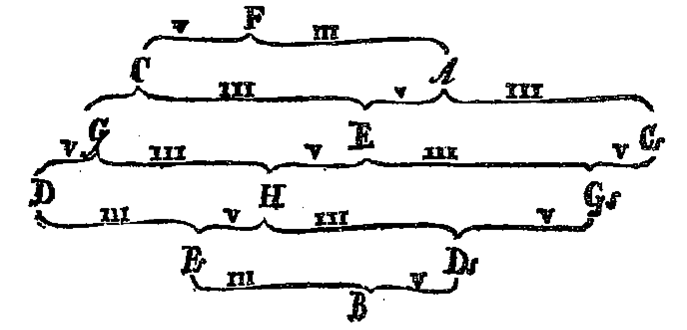
オイラーのTonnetz。

Tonnetz が最初に登場したのは、オイラーの1739年の『Tentamen novae theoriae musicae ex certissismis harmoniae principiis dilucide expositae』である。左の画像にあるオイラーのTonnetzは、完全5度と長3度との三和音の関係を示している。画像の上部はF、左下はC（Fの完全5度上）、右はA（Fの長3度上）である。この空間は、1858年にアーンスト・ナウマンによって再発見され、1866年にアーサー・フォン・エッティンゲンの論文によって広く知られることとなった。エッティンゲンと、有力な音楽学者フーゴー・リーマン （数学者ベルンハルト・リーマンと混同しないこと）は、和音間の和声運動と主音の調音を図示する空間の能力を探った。Tonnetzと同様の認識は、19世紀後半の多くのドイツの音楽理論家の作品に現れた。
エッティンゲンとリーマンは、純粋な間隔で構成される純正律で定義される図表上での関係性を考えた。Tonnetzの水平方向の行の一方は、無限に拡張された完全5度のシーケンスを形成できる（F - C - G - D - A - E - B - F♯ - C♯ - G♯ - D♯ - A♯ - E♯ - B♯ - F - C - G - 等）。Fから始まり、完全5度を12回繰り返した後、E♯に到達する。純正律の完全5度は、現代の一般的な調律システムである平均律で使用されている妥協的な5度よりもわずかに大きくなっている。これは、Fから完全5度を12回繰り返したときに到達するE♯が、最初のFからちょうど7オクターブ上にはない（{\displaystyle ({\tfrac {3}{2}})^{12}=129.746337\ldots \neq 2^{7}=128}）ことを意味する。エッティンゲンとリーマンのTonnetzは、このようにピッチを不正確に繰り返したまま、あらゆる方向に無限に広がる。
19世紀のドイツの理論家に対するTonnetzの訴えは、音の距離と音の関係を空間的に表現できることであった。たとえば、記事の冒頭にある画像の暗い青色のA minor（A - C - E）を見ると、A major（A - C♯ - E。イ長調はイ短調の同主調）は、頂点AとEを共有する右下の三角形である。C major（C - E - G。ハ長調はイ短調の平行調）は右上に隣接する三角形で、CとEの頂点を共有する。E major（E - G♯ - B。イ短調における属三和音）は、頂点Eを斜めに横切り、他の頂点を共有しない。1つの重要なポイントは、1組の三角形の間のすべての共有頂点がコード間の共有ピッチであることである。頂点が共有されるほど、コードが共有するピッチが多くなる。これにより、音程の変化が少ない場合に和音間の動きが流暢に見られ、「ケチ」な声部連結の原理が視覚化される。この原則は、伝統的な音色の関係を頻繁に避けていたワーグナーのような19世紀後半の作曲家の音楽を分析する上で特に重要である。

## 20世紀の再解釈

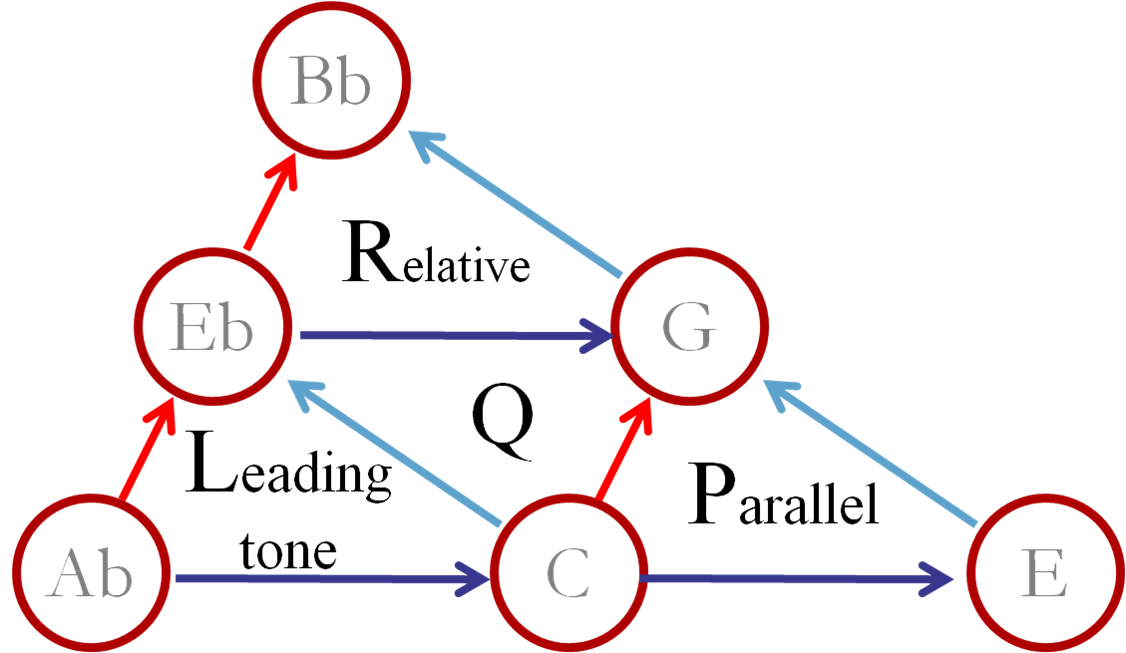
ネオ・リーマン理論における、短和音Qに対するPLR操作（Parallel:同主調、Leading-tone:導音、Relative:平行調）。

ネオ・リーマン理論家のデイビット・ルーウィン、ブライアン・ハイアーなどによる最近の研究では、ピッチ構造の特性をさらに探求するためにTonnetzを復活させた。一般的に、現代の音楽理論家は、平均律とピッチクラスを使用してTonnetzを構築する。ピッチクラスでは、ピッチのオクターブ転置は区別されない。平均律の下では、前述の無限に広がる完全5度が1サイクルになる。ネオ・リーマン理論家は通常、異名同音は等価であると仮定する（つまり、A♭ = G♯）。したがって、19世紀のTonnetzの2次元平面は、2つの異なる方向に循環し、数学的にはトーラスと同型である。理論家は数学における群論を使用した、新しい周期的構造の研究をした 。
ネオ・リーマン理論家はまた、非音調の三項関係を視覚化するためにTonnetzを使用した。例えば、記事の冒頭の図で、Cから左上に向かう対角線は、1オクターブを3つの長三度による分割（C - A♭ - E - C。正確には、E は F♭、最後の C は D である）を形成する。リチャード・コーンは、これら3音（C major、A♭ major、E major）で構築された一連の三和音は、機能和声に関する伝統的な概念を使用して適切に説明することができないが、この周期にはTonnetzを用いて簡単に気づくことができる流暢な声部連結や、その他の重要な群の特性があると主張している。

## 他の可視化方法との類似点
ハーモニックテーブルノートレイアウトは、最近位相幾何学的にTonnetzと同等のノートレイアウトを使用する音楽インターフェイスとして開発された。
シントニック音律であるTonnetzは、連続する完全5度を示す線、連続する長3度を示す線、連続する短3度を示す線を接続することによって与えられたアイソモフィックキーボードから導出することができる。Tonnetz自体と同様に、アイソモフィックキーボードはチューニング不変性を持つ。シントニック音律であるTonnetzの形態は、一般に円筒形である。

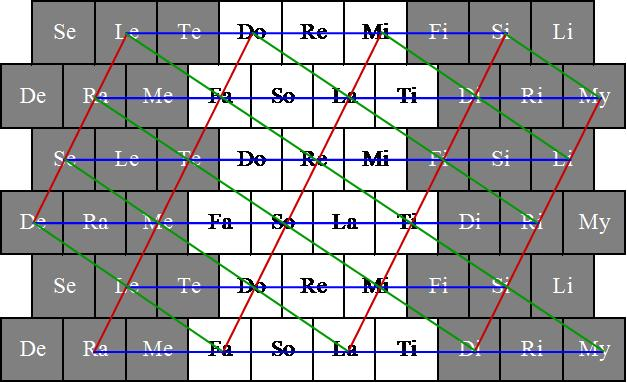
アイソモフィックキーボード上の音に合わせて配置されたTonnetz。

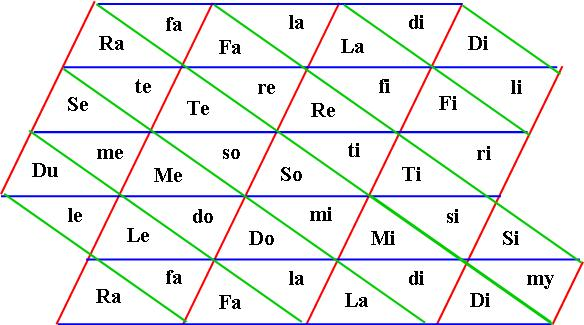
Tonnetzで囲まれた和音を示す。先頭を大文字で示した和音（Xx）は長和音、そうでないもの（xx）は短和音である。

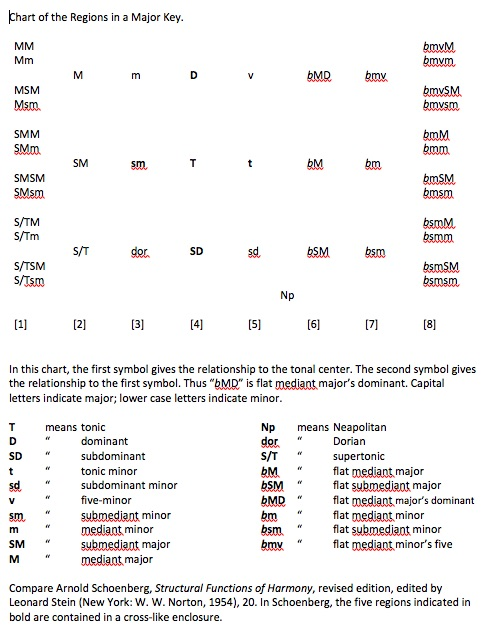
シェーンベルクの調域図

Tonnetzは、アルノルト・シェーンベルクの調域図（chart of the regions）に対する双対グラフであり、もちろんその逆でもある。音楽認識の研究により、人間の脳は調域図を使用して音調関係を処理することが実証されている。

## 関連記事
- ネオ・リーマン理論
- ピッチクラス・セット理論
- リーマン理論
- 変換理論（英語版）
- チューニング理論（英語版）
- 和声に関する論文（英語版）
- フォーゲルのTonnetz（英語版）